# مسعدة (اليعربية)
مسعدة قرية سورية تتبع ناحية اليعربية في منطقة المالكية التابعة لمحافظة الحسكة. بلغ عدد سكانها 862 نسمة عام 2004.
تقع على بعد 4 كم تقريبا إلى الجنوب من مدينة اليعربية ومثلها تقريبا عن الحدود مع العراق.
أسسها شيخ قبيلة شمر هذال العواصي في سنة 1939م.[بحاجة لمصدر]